# Betty Fiechter
Betty Fiechter, née à Villeret (Jura bernois) en 1896 et morte à Lausanne en 1971 est une femme qui a dirigé et développé l'entreprise horlogère Blancpain à Villeret.

## Biographie
Betty Fiechter naît en 1896.
Elle reprend l'entreprise horlogère Blancpain à Villeret le 29 juin 1933. Elle devient ainsi la première femme directrice générale d'une telle entreprise,,.
En 1950, elle est rejointe par son neveu Jean-Jacques Fiechter qui devient le nouveau directeur général, elle-même gardant le rôle de présidente. Ensemble ils renouvellent le catalogue des calibres horlogers dont le plus petit mouvement rond du monde d'un diamètre de 11,85 mm et destiné à la joaillerie pour les montres-bijou, en particulier le modèle Ladybird! Ils se lancent aussi dans les montres de plongée profonde et sortent en 1953 la « Blancpain Fifty Fathoms », une nouveauté qui fait grand bruit grâce à ses qualités exceptionnelles et novatrices. Cette montre apparaît en 1956 dans le film du commandant Cousteau Le monde du silence. Betty Fiechter est encore présidente en 1960 (elle le restera jusqu'à son décès) quand Rayville entre dans le puissant holding SSIH (Société suisse pour l'industrie horlogère) dont elle devient membre du Conseil d'administration.
La même année, création de Fiechter & Cie par Betty et Jean-Jacques Fiechter, une société spécialisée dans l'« étude, mise au point, vente et représentation de nouveautés dans le domaine du sport et de la mécanique de précision ».
À Villeret, à la rue des Sources, une petite statue représentant un buste de Betty Fiechter est accompagnée d'un texte qui la présente comme l'« initiatrice du nouveau quartier des Planches dans son village natal ». En effet elle a acheté un terrain agricole (le domaine des Planches) qui a été transformé en zone à bâtir qui est occupée actuellement (2021) par plusieurs dizaines de maisons familiales.
En adhérant en 1947 à la Société jurassienne d'émulation, section d'Erguël, Betty Fiechter montre son intérêt pour la vie culturelle de sa région. Elle en reste membre jusqu’à sa mort.

## Hommage
Une statue à son effigie est inaugurée le 2 juillet 2022 sur la place du village de Villeret. Elle fait partie d'une série de cinq statues de personnalités féminines de l’histoire du Jura bernois créées par Helena von Beust dans le prolongement de l'exposition « ExceptionnELLES » à Bienne en 2021 et visant notamment à donner une plus grande visibilité aux femmes dans l'espace public,.